# Boffa Island
Boffa Island ist eine 1,3 km lange, felsige und einem Gebirgskamm ähnelnde Insel im Archipel der Windmill-Inseln vor der Küste des ostantarktischen Wilkeslands. Sie liegt 800 m östlich der Browning-Halbinsel zwischen Bosner Island und Birkenhauer Island.
Die Insel wurde anhand von Luftaufnahmen der US-amerikanischen Operation Highjump (1946–1947) und der Operation Windmill (1947–1948) erstmals kartiert. Das Advisory Committee on Antarctic Names benannte sie nach Waldo C. Boffa (1916–1978) vom Strategic Air Command, der im Januar 1948 die Mannschaften der Operation Windmill bei der Errichtung astronomischer Beobachtungsstationen unterstützte.